# Hans Jarchow
Hans Jarchow (* 1941 in Bremerhaven; † 25. September 2018) war ein deutscher Mathematiker und Professor für Mathematik an der Universität Zürich. Jarchow forschte vor allem auf dem Gebiet der Funktionalanalysis.
Seine Monographien über lokalkonvexe Räume und absolut-summierbare Operatoren (letzteres zusammen mit Andrew Tonge und Joseph Diestel) sind viel beachtete Standardwerke.

## Leben
Jarchow studierte von 1960 bis 1966 in Hamburg und in Zürich. 1969 promovierte er bei Hans Heinrich Keller an der Universität Zürich mit dem Thema Marinescu-Räume. Von 1970 bis 1979 war er Assistenzprofessor an der Universität Zürich und 1979 schließlich ordentlicher Professor am selben Ort. Er war Gastprofessor an der University of Maryland von 1974 bis 1975.
In den Jahren 1996–97 war Jarchow Präsident der Schweizerischen Mathematischen Gesellschaft.

## Publikationen (Auswahl)
- Dualität und Marinescu-Räume. Math. Ann. 182, 134–144 (1969). doi:10.1007/BF01376220
- Die Universalität des Raumes c0 für die Klasse der Schwartz-Räume. Math. Ann. 203, 211–214 (1973). doi:10.1007/BF01629255
- On weakly compact operators on C*-algebras. Math. Ann. 273, 341–343 (1986). doi:10.1007/BF01451412
- mit Joseph Diestel und Albrecht Pietsch: "Operator ideals" in Handbook of the geometry of Banach spaces 1 (2001): 437-496. ISBN 9780444513052
- mit O. La Blasco Cruz: "A note on Carleson measures for Hardy spaces." Acta Universitatis Szegediensis. Acta Scientiarum Mathematicarum 71, no. 1–2 (2005): 371–389. doi:10.5167/uzh-21730
- mit Carlos Palazuelos, David Pérez-García und Ignacio Villanueva: "Hahn–Banach extension of multilinear forms and summability." Journal of mathematical analysis and applications 336, no. 2 (2007): 1161–1177. doi:10.1016/j.jmaa.2007.03.057
- mit H. Hunziker: Norms Related to Binomial Series. In: Curbera, G.P., Mockenhaupt, G., Ricker, W.J. (eds) Vector Measures, Integration and Related Topics. Operator Theory: Advances and Applications, vol 201. Birkhäuser Basel. (2009). doi:10.1007/978-3-0346-0211-2_21

### Bücher
- Hans Jarchow: Locally Convex Spaces. Hrsg.: B. G. Teubner. Deutschland 1981, doi:10.1007/978-3-322-90559-8.
- Andrew Tonge, Hans Jarchow und Joseph Diestel: Absolutely Summing Operators. Hrsg.: Cambridge University Press. Vereinigtes Königreich 1995, ISBN 978-0-521-43168-2.